# Гиперпролактинемия
Гиперпролактинемия — состояние, при котором повышен уровень гормона пролактина в крови.

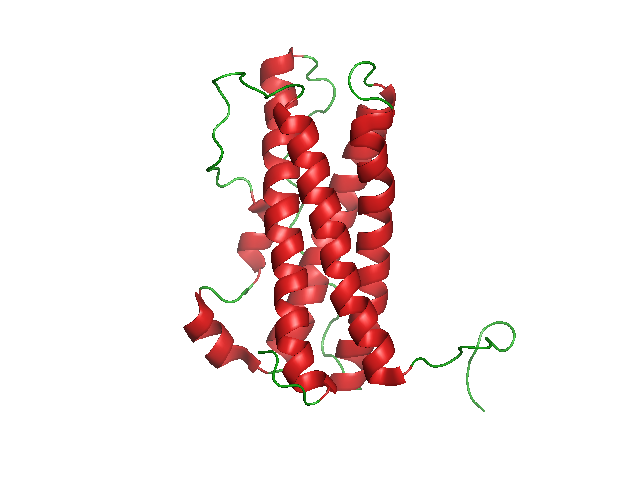
Пролактин

Причины, приводящие к повышению уровня пролактина, подразделяют на физиологические, патологические и фармакологические.
- Физиологическая гиперпролактинемия не связана с заболеваниями. Концентрация пролактина может увеличиваться во время глубокого сна, сильной физической нагрузки, кормления грудью, при беременности, половом акте, стрессе и др.
- Патологическую гиперпролактинемию классифицируют на органическую и функциональную.
  - Органическая гиперпролактинемия вызывается главным образом опухолями гипофиза или гипоталамуса.
  - Функциональная гиперпролактинемия обычно является следствием каких-либо других заболеваний, например гипотиреоза, цирроза печени, хронической почечной недостаточности, синдрома поликистозных яичников. К гиперпролактинемии может привести также повышение концентрации эстрогенов в плазме крови, поскольку синтез и секреция пролактина непосредственно стимулируется именно эстрогенами.
- К фармакологическим средствам, вызывающим гиперпролактинемию, относятся нейролептики, противорвотные, антигистаминные препараты, эстрогены и некоторые другие лекарства.

Гиперпролактинемия может возникать также вследствие каких-либо операций на грудной клетке, частых выскабливаний матки, абортов.
Кроме того, выделяют идиопатическую форму гиперпролактинемии, при которой повышается функция гипофизарных клеток, а количество их почти не изменяется. Причины идиопатической гиперпролактинемии пока неизвестны.

## Причины

### Физиологические
У человека секреция пролактина имеет пульсирующий характер: выявлены отчётливые изменения секреции этого гормона в течение дня, которые не контролируются циркадным ритмом. Постоянное повышение концентрации пролактина отмечается во время сна, независимо от того, происходит ли это днём или ночью. Концентрация в крови возрастает через 60—90 минут после засыпания и не связана с той или иной стадией сна. После пробуждения концентрации пролактина резко уменьшаются, достигают наименьших значений в поздние утренние часы и имеют тенденцию увеличиваться после полудня. Колебания пролактина в течение дня в нестрессовых состояниях чаще всего находятся в пределах нормального диапазона.
При беременности повышенная секреция пролактина в гипофизе выявляется на 5—7-й неделе эмбрионального развития. С 20-й недели беременности содержание пролактина прогрессивно увеличивается. После родов концентрация пролактина в крови снижается и к 4—6-й неделе достигает нормальных значений. В период беременности и у кормящей матери отмечается повышение концентрации пролактина до 200—320 нг/мл.
Хотя пролактин часто называют стрессовым гормоном, непосредственное воздействие психологического или нервно-психического стресса на уровень этого гормона не доказано. Концентрация пролактина увеличивается во время стресса, если он сопровождается такими состояниями, как гипотония, обморок, которые предположительно и ответственны за повышение секреции пролактина в этих случаях.
Уровень пролактина повышается также во время физической нагрузки, полового акта (у женщин), во второй фазе менструального цикла, во время кормления грудью (акта сосания), раздражения соска молочной железы, после приёма белковой пищи, при медицинских манипуляциях и хирургических вмешательствах, гипогликемии, у новорождённых в первую неделю жизни. У женщин до менопаузы концентрация пролактина в крови выше, чем у мужчин или у женщин после менопаузы.

### Патологические
| Заболевания гипоталамуса | Опухоли (краниофарингиома, герминома, гамартома, глиома, опухоль III желудочка мозга, метастазы) Инфильтративные заболевания (гистиоцитоз X, саркоидоз, туберкулёз) Псевдоопухоль мозга Артериовенозные пороки Облучение гипоталамической области Повреждение ножки гипофиза (синдром перерезки ножки гипофиза) |
| Заболевания гипофиза     | Пролактинома Смешанная аденома (СТГ-, пролактин-секретирующая) Аденомы гипофиза (СТГ-, или АКТГ-, или ТТГ-, или гонадотропин-секретирующая, клинически гормонально-неактивная аденома) Синдром «пустого» турецкого седла Краниофарингиома Интраселлярная киста Киста кармана Ратке Интраселлярная герминома Интраселлярная менингиома                                                                                         |
| Другие заболевания       | Первичный гипотиреоз Синдром поликистозных яичников Хронический простатит Хроническая почечная недостаточность Системная красная волчанка Цирроз печени Недостаточность коры надпочечников Врождённая дисфункция коры надпочечников Опухоли, продуцирующие эстрогены Повреждения грудной клетки: herpes zoster и пр. Эктопированная секреция гормонов (апудомами, лимфоцитами, эндометрием) Идиопатическая гиперпролактинемия |

Пролактин-секретирующие аденомы гипофиза называются пролактиномами. Пролактиномы являются наиболее распространёнными опухолями гипофиза. В зависимости от размера выделяют микропролактиномы (<10 мм в диаметре) и макропролактиномы (>10 мм в диаметре). Как правило, пролактиномы представляют собой доброкачественные образования. В подавляющем большинстве случаев они не увеличиваются в размерах даже при отсутствии патогенетического лечения.
Обычно уровни пролактина при этом заболевании чрезвычайно высоки и могут достигать более чем >200 нг/мл, 4000 мЕд/л, в среднем — в пределах от 40 до 250 нг/мл (800—5000 мЕд/л). Микроаденомы часто (в 25%) встречаются в популяции, хотя и не всегда вызывают повышение пролактина. Распространённость макропролактинемии в популяции составляет, по данным различных авторов, от 0,1% до 30%.
Если опухоль (или другое объёмное образование) не является пролактинсекретирующей, в некоторых случаях она может приводить к вторичной гиперпролактинемии вследствие снижения продукции дофамина в гипоталамусе либо сдавления ножки гипофиза и нарушения транспорта дофамина, так как дофамин регулирует секрецию пролактина гипофизом.

### Фармакологические средства, приводящие к гиперпролактинемии
| Фармакологическая группа                                                                                          | Препараты |
| Ингибиторы рецепторов дофамина                                                                                    | Нейролептики из групп фенотиазина (терален, тизерцин, неулептил, мажептил, сонапакс, аминазин, трифтазин), бутирофенона (бенперидол, дроперидол, галоперидол), тиоксантена (хлорпротиксен, флюанксол, клопиксол), бензамидов (сульпирид, амисульприд), дифенил бутилпиперидина (пимозид) Противорвотные средства (домперидон, метоклопрамид) |
| Исчерпывающие запасы дофамина                                                                                     | Резерпин |
| Ингибиторы синтеза дофамина                                                                                       | Метилдопа, карбидопа, бенсеразид |
| Тормозящие метаболизм дофамина и его секрецию в срединном возвышении                                              | Опиаты (морфин, героин), кокаин |
| Антагонисты гистаминовых H2-рецепторов                                                                            | Циметидин, ранитидин, фамотидин |
| Трициклические антидепрессанты, ингибиторы моноаминооксидазы, селективные ингибиторы обратного захвата серотонина | Амитриптилин, анафранил, доксепин, имипрамин, моклобемид, флуоксетин, пароксетин |
| Эстрогены | Гормональные контрацептивы |
| Стимуляторы серотонинергической системы                                                                           | Амфетамины, галлюциногены |
| Антагонисты кальция                                                                                               | Верапамил |

Поскольку нейротрансмиттер дофамин ингибирует (снижает) секрецию пролактина, все лекарственные средства, уменьшающие центральную дофаминовую нейропередачу, блокируя дофаминовые рецепторы (например, нейролептики), или исчерпывая центральные катехоламиновые запасы (например, резерпин), или влияя на остановку синтеза дофамина (например, метилдопа, ингибиторы декарбоксилазы), вызывают гиперпролактинемию.
Приём нейролептиков (антипсихотиков) является наиболее частой причиной фармакологической гиперпролактинемии. Любые антипсихотики могут вызывать гиперпролактинемию, но чаще всего её вызывают типичные антипсихотики (антипсихотики первого поколения — аминазин, трифтазин, галоперидол, клопиксол и др.), а также относящиеся к группе атипичных антипсихотиков амисульприд, рисперидон, палиперидон и зотепин. При терапии рисперидоном, амисульпридом и сульпиридом могут наблюдаться показатели пролактина, в десятки раз превышающие нормативные. Фенотиазины приводят к повышению пролактина у мужчин в среднем в 3,2 раза, у женщин — в 3,8 раза по сравнению с исходным уровнем, а при терапии тиоридазином (сонапаксом) наблюдается изменение уровня пролактина вплоть до 5-кратного повышения.
Эстрогены усиливают как синтез, так и секрецию пролактина, причём в зависимости от дозы. Воздействие эстрогенов на уровень пролактина обусловлено как прямым стимулирующим действием на лактотрофы (клетки, синтезирующие и секретирующие этот гормон), так и способностью эстрогенов снижать уровень дофамина и благодаря этому опосредованно воздействовать на секрецию пролактина.
H2-антагонисты, например циметидин, стимулируют секрецию пролактина только тогда, когда назначаются в больших парентеральных дозировках, что, вероятно, отражает недостаточную способность этих препаратов проникать через гематоэнцефалический барьер. Механизм воздействия этих препаратов на секрецию пролактина тоже может быть опосредован их влиянием на уровень дофамина в гипоталамусе.

## Клинические проявления
Клинические проявления гиперпролактинемии широко варьируются от случая к случаю. Возможно как отсутствие клинических нарушений, когда гиперпролактинемия выявляется случайно, так и наличие тех или иных симптомов, включающих в себя репродуктивные, сексуальные, метаболические и эмоционально-личностные нарушения, а при макропролактиноме — признаки наличия объёмного процесса в гипоталамо-гипофизарной области.
Репродуктивные и сексуальные нарушения у женщин. Классический вариант клинической картины гиперпролактинемии представляет собой сочетание аменореи с галактореей и бесплодием у молодых женщин, хотя аменорея может возникать и без галактореи, как и галакторея — без аменореи.
У женщин с гиперпролактинемией наблюдаются нарушения менструального цикла, которые могут проявляться аменореей (отсутствие менструации 6 мес. и более), олигоменореей (скудные менструации 1 раз в 2—3 мес.), опсоменореей (запаздывающие менструации с удлиненным интервалом 5—8 нед.), ановуляторными циклами (менструальные циклы без овуляции и образования жёлтого тела), менометроррагией (обильными менструациями), укорочением лютеиновой фазы и бесплодием. По некоторым данным, гиперпролактинемия служит причиной 1/3 случаев женского бесплодия. Гиперпролактинемия выявляется у 15—20% женщин с вторичной аменореей или олигоменореей; приблизительно у 30% из них отмечаются галакторея или бесплодие, у 70% — сочетание галактореи и бесплодия. У некоторых женщин с гиперпролактинемией менструальный цикл не нарушен.
У 30—80% женщин с гиперпролактинемией выявляется галакторея. Её степень варьирует от обильной, спонтанной до единичных капель при сильном надавливании. Цвет отделяемого — белый, желтоватый, опалесцирующий; возможно и наличие серозного отделяемого.
Другие клинические симптомы гиперпролактинемии у женщин могут включать в себя снижение либидо, утрату смазки влагалища, диспареунию, отсутствие оргазма, фригидность, атрофические изменения уретры и слизистой влагалища, вирилизацию, гирсутизм и акне, себорею волосистой части головы, поредение волос, гиперсаливацию. Возможны и такие последствия гиперпролактинемии, как развитие гипоплазии матки, инволютивные изменения молочных желез, фиброзно-кистозная мастопатия, злокачественная опухоль молочной железы, онкологические заболевания яичников. У беременных женщин нейролептическая гиперпролактинемия обусловливает повышенный риск потери беременности как на ранних, так и на поздних сроках и замедление внутриутробного роста плода.

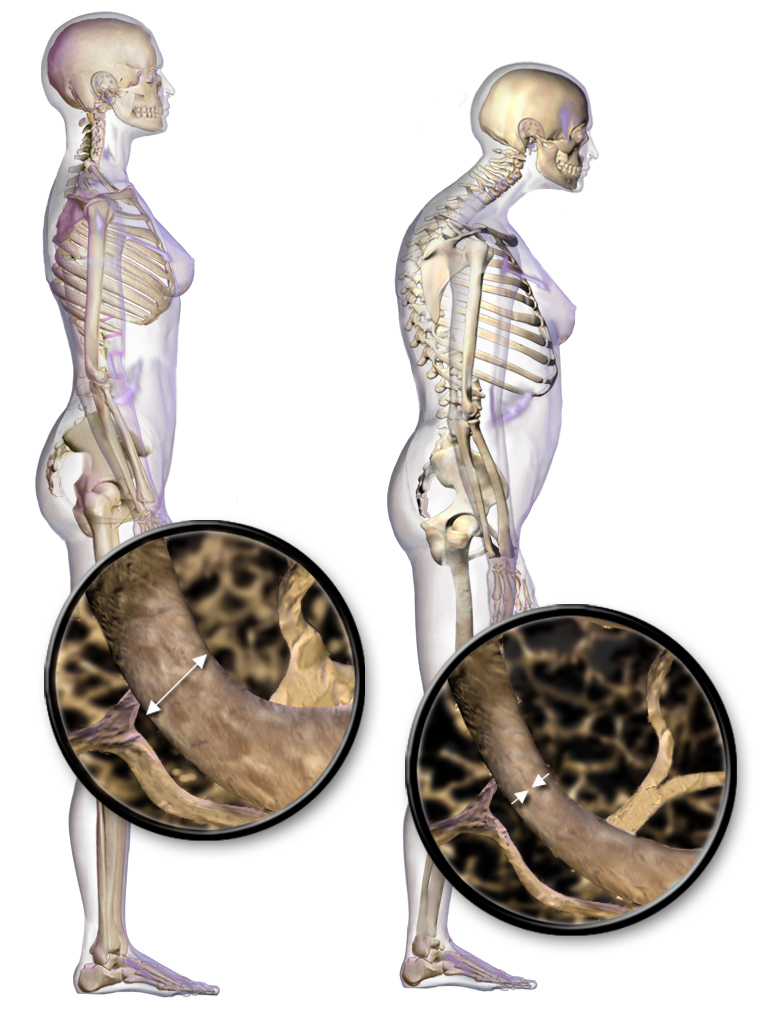
Иллюстрация, демонстрирующая нормальную осанку и осанку при остеопорозе

Во многих случаях имеет место не постоянное, а так называемое латентное, скрытое повышение уровня пролактина, которое происходит обычно в ночное время или кратковременно, в связи с чем не обнаруживается при стандартном гормональном обследовании. Такие нерегулярные всплески секреции гормона зачастую вызывают в молочных железах нагрубание, отёк (мастодинию), болезненность (масталгию).
Репродуктивные и сексуальные нарушения у мужчин. Снижение или отсутствие либидо и потенции (50—85%), уменьшение вторичных половых признаков (2—21%), бесплодие вследствие олигоспермии (3—15%), гинекомастия — (6—23%), галакторея (0,5—8%). Снижается количество и подвижность сперматозоидов, возникают их патологические формы. Возможна также ретроградная или болезненная эякуляция. По данным гистологических исследований, гиперпролактинемия у мужчин приводит к нарушению ультраструктуры стенок семенных канальцев и клеток Лейдига. Репродуктивные и сексуальные проявления гиперпролактинемии у мужчин встречаются в целом реже, чем у женщин.
Частота гиперпролактинемии у мужчин с эректильной дисфункцией (импотенцией) составляет до 20%, при бесплодии — до 30%.
Метаболические нарушения. Гиперпролактинемия нередко приводит к повышению массы тела и повышению аппетита. Характерны изменения в липидном обмене: гиперхолестеринемия, повышение концентрации липопротеинов низкой и очень низкой плотности с одновременным снижением концентрации липопротеинов высокой плотности. В результате этих изменений увеличивается риск ишемической болезни сердца и артериальной гипертензии. У около 40—60% пациентов с гиперпролактинемией встречается различной степени ожирение, что нередко сопровождается инсулинорезистентностью. К инсулинорезистентности приводит и прямое стимулирующее действие пролактина на β-клетки поджелудочной железы. По некоторым данным, повышен риск сахарного диабета II типа, хотя эти данные подтверждаются не всегда.
Длительная гиперпролактинемия приводит к снижению минеральной плотности костной ткани с развитием остеопении и остеопороза. Ежегодные потери минеральной плотности костной ткани могут составлять до 3,8% (у здорового человека они составляют 0,3—0,5 % в год). Наиболее характерные проявления остеопороза — частые переломы (переломы шейки бедра, костей дистального отдела предплечья и др.). Как правило, у женщин с гиперпролактинемией выраженность потери костной массы прямо пропорциональна длительности аменореи. При сохранном менструальном цикле и нормальных концентрациях эстрогенов плотность костной ткани у женщин с гиперпролактинемией не изменена.
Аутоиммунные заболевания. У женщин при нейролептической гиперпролактинемии отмечался повышенный риск развития аутоиммунных болезней, включая антифосфолипидный синдром.
Психоэмоциональные нарушения. Эмоционально-личностные расстройства (склонность к депрессии, нарушения сна) наблюдаются у около 20—30% пациентов, жалобы неспецифического характера (повышенная утомляемость, слабость, снижение памяти, тянущие боли в области сердца без четкой локализации и иррадиации) — у 15—25% больных. Могут возникать раздражительность, эмоциональная лабильность, различные аффективные расстройства, тревожные и тревожно-фобические, соматоформные нарушения, патохарактерологические нарушения (включая нарушения влечений), развиваться сужение интересов, замедление ассоциативных процессов, нарушения концентрации внимания. Возможны и такие проявления, как аутизация, психосоциальная дезадаптация, в некоторых случаях — развитие психоза или ухудшение его течения; возможно развитие резистентности к психотропным препаратам (нейролептикам и антидепрессантам).
При идиопатической гиперпролактинемии преобладают вегетативные расстройства, головная боль, головокружение, снижение остроты зрения, сужение полей зрения на белые и цветные метки.
Гиперпролактинемия у беременных. Гиперпролактинемия повышает риск потери беременности как на ранних, так и на поздних её сроках и приводит к замедлению внутриутробного роста плода.
Гиперпролактинемия у детей и подростков. Пациентки с гиперпролактинемией, возникшей в детском или подростковом возрасте, имеют высокий риск патологии репродуктивной функции, в том числе развития бесплодия. К типичным признакам нарушения полового созревания у девочек, обусловленным гиперпролактинемией, относятся опсоменорея, иногда чередующаяся с полименореей, а также вторичная аменорея. Реже возникают галакторея, первичная аменорея, задержка полового развития, изолированное телархе. Эти признаки могут сочетаться с головной болью, ожирением, нарушением роста (чаще с высокорослостью), а также признаками диспитуитаризма (полосы растяжения, гиперпигментация и гиперкератоз локтей и шеи, акроцианоз и др.).
У мальчиков при гиперпролактинемии в редких случаях может, как и у взрослых мужчин, встречаться гинекомастия и галакторея.
В период полового созревания у подростков при гиперпролактинемии снижается плотность костной ткани (вследствие уменьшения уровня эстрогенов при аменорее), что приводит к нарушениям формирования пика костной массы. При нормализации менструального цикла плотность костной ткани улучшается, но так и не возвращается к норме. Чем дольше существует аменорея, тем больше вероятность безвозвратной потери пика костной массы.

### Клинические признаки при наличии опухоли гипофиза
Распространение опухоли гипофиза на соседние структуры приводит к возникновению тяжёлой симптоматики. Крупные аденомы, сдавливая окружающие ткани гипофиза либо гипоталамо-гипофизарной области, могут вызывать развитие гипопитуитаризма. Поражение/разрушение передней доли гипофиза может приводить к снижению остроты зрения, параличу экстраокулярных мышц и другим неврологическим симптомам, а также острой гипофизарной недостаточности. Компрессия хиазмы зрительных нервов — к ограничению полей зрения, а длительная компрессия — к необратимым зрительным нарушениям. Распространение опухоли в третий желудочек мозга — к повышению внутричерепного давления и отёку зрительного нерва, гидроцефалии. Изъязвление дна турецкого седла — к распространению опухоли в сфеноидальный синус и ринорее (ликворее — истечению спинномозговой жидкости). Латеральное (параселлярное) распространение — к распространению опухоли в кавернозный синус и параличу III, IV, VI пар черепных нервов. Частым проявлением гиперпролактинемии опухолевого генеза также является головная боль, механизм возникновения которой пока не вполне ясен. В случае возникновения у пациента головных болей они носят, как правило, постоянный характер.
Первым клиническим проявлением опухоли иногда бывает апоплексия гипофиза (острый геморрагический инфаркт), сопровождающаяся внезапной головной болью, тошнотой, рвотой, офтальмоплегией, нарушением зрения, острой гипофизарной недостаточностью, помрачением сознания. Из-за проникновения крови в ликвор наблюдаются менингеальные стигмы. При развитии апоплексии необходима консультация нейрохирурга для решения вопроса о необходимости срочного оперативного вмешательства.

## Диагностика
Базальные уровни пролактина в сыворотке крови у взрослых составляют в среднем 12 нг/мл (240 мЕд/л) у женщин и 7 нг/мл (140 мЕд/л) у мужчин. Большинство лабораторий верхний уровень в норме обозначают в пределах 20—27 нг/мл (400—540 мЕд/л).
Чтобы правильно установить наличие гиперпролактинемии, следует провести несколько определений пролактина в сыворотке крови. Проводится трёхкратный забор крови утром в различные дни, либо же три образца могут быть получены через постоянный катетер с 20-минутными интервалами. Забор крови рекомендуется проводить в 9—11 ч утра, поскольку в более ранние часы может сохраняться обусловленный сном повышенный уровень гормона. У менструирующих женщин определение пролактина показано проводить в первую фазу менструального цикла.
Гиперпролактинемия диагностируется при наличии увеличенных концентраций пролактина в сыворотке крови в нескольких образцах (>20 нг/мл; 400 мЕд/л у мужчин и > 27 нг/мл; 550 мЕд/л у женщин). Однако в этом вопросе нет единого мнения: по другим данным, у менструирующих женщин нормальные значения составляют 130—540 мЕд/л (или до 25 нг/мл), у женщин в менопаузе 107—290 мЕд/л, нормальные величины у мужчин — 80—265 мЕд/л (или до 20 нг/мл).
Исходный уровень пролактина в сыворотке крови в какой-то степени может помочь врачу судить о причине гиперпролактинемии:
- При уровне пролактина, превышающем 200 нг/мл (4000 мЕд/л), в гипофизе чаще всего имеется макроаденома[1] (хотя сходные уровни пролактина могут наблюдаться и по другим причинам[1]: например, при приёме таких препаратов, как метоклопрамид, нейролептики группы фенотиазина и рисперидон[16]).
- При уровне пролактина менее 200 нг/мл (4000 мЕд/л) наиболее вероятные диагнозы — идиопатическая гиперпролактинемия или микроаденома гипофиза. При такой, например, патологии гипоталамуса, как краниофарингиома, уровень ПРЛ в сыворотке составляет обычно 28—85 нг/мл (550—1700 мЕд/л). Подобная же степень умеренной гиперпролактинемии наблюдается при гипотиреозе или в тех случаях, когда повышение уровня пролактина обусловлено приёмом лекарственных средств[1].

Тем не менее нет строгой зависимости между объёмом опухоли и выработкой гормона, и в ряде ситуаций может наблюдаться расхождение между размерами аденомы и уровнем пролактина.
Для уточнения диагноза могут также в различных случаях проводиться следующие обследования:
- Лабораторные. Исследования в крови уровня свободного тироксина, ТТГ, эстрадиола, тестостерона и гонадотропинов, при подозрении на заболевания почек, печени — клинические анализы крови, мочи, биохимическое исследование крови. Также могут проводиться фармакодинамические пробы: проба с тиролиберином, проба с метоклопрамидом, определение молекулярной гетерогенности пролактина[1].
- Рентгенологические. Рентгенография черепа, магнитно-резонансная томография или компьютерная томография гипоталамо-гипофизарной области[1].
- Исследование глазного дна и полей зрения[1].
- Гинекологическое обследование. УЗИ яичников и матки у женщин, УЗИ предстательной железы у мужчин[1].
- Уточнение состояния костной системы для диагностики остеопороза (необходимо при длительной хронической гиперпролактинемии)[1].

Если пациент принимает лекарственные препараты, способные вызвать гиперпролактинемию, следует определить, действительно ли повышение уровня пролактина связано с приёмом данных средств, для чего нужно отменить их минимум на 72 часа (в случаях, когда это безопасно для пациента). Необходимо тщательно оценить возможные риски со специалистом, назначившим данные препараты.
Для подтверждения диагноза пролактиномы может использоваться лечение агонистами дофамина при динамическом контроле уровня пролактина и размеров аденомы. Нормализация уровня пролактина и значительное уменьшение размеров аденомы (на 75% и более) подтверждают диагноз пролактиномы. Нормализация уровня пролактина и отсутствие динамики либо минимальное уменьшение опухоли свидетельствуют о том, что аденома, по-видимому, не является пролактинсекретирующей. Отсутствие снижения уровня пролактина и уменьшения размеров объёмного образования указывают на наличие пролактиномы, резистентной к терапии.

## Лечение
Направлено на восстановление нормальной концентрации биологически активного пролактина, восстановление овуляторных менструальных циклов, фертильности у женщин и мужчин и нарушенных половых функций у мужчин, а при наличии пролактиномы — также на уменьшение массы опухоли.
При гиперпролактинемии, обусловленной физиологическими причинами, лечение не проводится. При лекарственной гиперпролактинемии после отмены препаратов, вызвавших повышение пролактина, для снижения его уровня обычно достаточно трёх дней.
При всех формах патологической гиперпролактинемии основной метод лечения — медикаментозный, у пациентов с пролактиномой также применяются хирургический, лучевой и комбинированный методы. Препараты, снижающие уровень пролактина, начинают действовать быстро, и именно их предпочитают использовать в качестве начального средства лечения.

### Медикаментозная терапия
Для медикаментозного лечения используются агонисты дофамина (дофаминомиметики). Выделяют две группы этих препаратов: производные алкалоидов спорыньи (эрголиновые) и препараты, не относящиеся к производным алкалоидов спорыньи (неэрголиновые). К первым относятся, в частности, бромокриптин и каберголин (достинекс, кабазер, берголак), к неэрголиновым — хинаголид (норпролак).
«Золотым стандартом» среди дофаминомиметиков, с которым сравнивается действие новых лекарственных средств, является бромокриптин. Недостаток терапии бромокриптином — выраженность побочных действий, таких как, в частности, диспепсия, ортостатическая гипотония, синкопальные состояния, тошнота и рвота, запоры, симптоматика рефлюкс-эзофагита, головные боли, бессонница. В связи с выраженностью побочных эффектов около 12% пациентов отказываются от лечения этим средством. Кроме того, у 5—17% пациентов наблюдается резистентность к бромокриптину.
Каберголин и хинаголид отличаются от бромокриптина пролонгированным действием (7—14 дней и 24 часа, соответственно) и лучшей переносимостью. Они более избирательно, чем бромокриптин, взаимодействуют с D2-рецепторами. Каберголин является высокоселективным (избирательно действует на D2-рецепторы лактотрофов гипофиза) и мощным ингибитором секреции пролактина. Эффективен у 90 % пациенток, резистентных к лечению бромокриптином, и у 70 % — резистентных к лечению хинаголидом. Побочные эффекты каберголина и хинаголида частично сходны с побочными эффектами бромокриптина, но, как правило, выражены мягче.
Терапия агонистами дофамина у больных с пролактиномой приводит не только к нормализации уровня пролактина, но и к уменьшению размеров опухоли. Лечение зачастую продолжают длительно, даже в течение всей жизни, поддерживающими минимальными дозами препарата. Поскольку от 5 до 10% опухолей регрессирует спонтанно, каждые 2—3 года следует уменьшать дозировку или прекращать медикаментозное лечение на срок 1—3 месяца, чтобы оценить необходимость продолжения терапии.
Как у мужчин, так и у женщин может применяться дополнительное лечение гормональными препаратами.
При гиперпролактинемии, вызванной гипотиреозом, основным лечением является терапия тиреоидными гормонами. Она может использоваться также в случаях резистентности к дофаминомиметикам.
При коррекции психических проявлений гиперпролактинемии возникают сложности с использованием психофармакологических препаратов, поскольку большинство психофармакологических средств обладает пролактин-стимулирующим действием. Так, при попытках использовать нейролептики для лечения психических проявлений гиперпролактинемии наблюдалось нарастание психотической симптоматики. Психические нарушения тревожного, депрессивного и психовегетативного характера, наблюдающиеся у пациенток с гиперпролактинемией, успешно поддаются коррекции агонистами дофамина — бромокриптином, каберголином и хинаголидом, причём положительные сдвиги наблюдались даже в случаях лабораторной неэффективности агонистов дофамина, то есть у пациентов с сохраняющимся избыточным содержанием пролактина. Однако не во всех случаях улучшение психического состояния пациентов, достигаемое при помощи агонистов дофамина, является устойчивым, и поэтому встаёт вопрос о применении других лекарственных средств (например, антидепрессантов — селективных агонистов дофаминовых рецепторов, таких как бупропион, или некоторых противосудорожных препаратов).
Существует точка зрения, что при отсутствии жалоб у больных с гиперпролактинемией постоянная терапия агонистами дофамина не является обязательной. Однако, поскольку состояние хронической некорригированной гиперпролактинемии предрасполагает к развитию остеопороза, а показатели костной плотности у больных, получающих лечение агонистами дофамина, существенно выше, чем у тех, кто лечения не получает, эта точка зрения подвергается сомнению.
В тех случаях, когда повышение пролактина вызвано медикаментозными, в частности психотропными, средствами, возможны различные способы коррекции гормональных нарушений. Например, если гиперпролактинемия обусловлена приёмом нейролептиков, возможны следующие варианты: снижение дозы нейролептика, либо перевод пациента на нейролептик, незначительно влияющий на уровень пролактина (кветиапин, арипипразол, клозапин), либо добавление к принимаемому нейролептику агониста дофамина (бромокриптин, каберголин, амантадин, хинаголид и др.).

### Оперативное лечение
Хирургическое лечение пролактиномы является, по современным представлениям, «шагом отчаяния» и применяется при отсутствии эффекта от медикаментозной терапии, а также при непереносимости агонистов дофамина. Кроме того, показаниями служат апоплексия макроаденомы с неврологическими проявлениями, кистозные макроаденомы с неврологическими осложнениями (которые, как правило, не уменьшаются, несмотря на проводимую терапию). Положительный эффект операция, по некоторым данным, оказывает в 70% случаев. Показания к хирургическому лечению всё более сужаются, поскольку количество рецидивов после операции остаётся высоким (43—45%).
У пациентов, перенёсших операцию, следует оценивать необходимость заместительной гормональной терапии, определяя содержание тестостерона (у мужчин), свободного Т4 в сыворотке крови и исследуя состояние гипоталамо-гипофизарной системы. В случае частичного удаления аденомы показано комбинированное лечение: назначение агонистов дофамина или проведение лучевой терапии.
Операция может приводить к повреждению соседних структур либо к таким осложнениям, как транзиторный или постоянный гипопитуитаризм (19,4%), несахарный диабет (17,8%), ликворея (3,9%), повреждение внутренней сонной артерии, слепота, менингит, прободение носовой перегородки (каждый из этих эффектов — в среднем 1—2%), свищи.

### Лучевая терапия
Проводится у пациентов с пролактиномой в исключительных случаях — в случаях неэффективности, недостаточной эффективности или непереносимости других видов терапии, а также при отказе больных с пролактиномой, которым не помогли агонисты дофамина, от оперативного лечения. Положительные эффекты после облучения аденомы гипофиза развиваются постепенно, и для развития полного терапевтического эффекта проходит до 12—18 месяцев; вероятность достижения нормопролактинемии при применении этого метода невысока. По данным анализа отдалённых эффектов лучевой терапии, частота полной клинико-лабораторной ремиссии составляет даже при комбинированном лечении не более 18%, лабораторной ремиссии — 37%.
Осложнениями являются гипопитуитаризм, некроз мозговой ткани, увеличение риска инсультов и вторичных опухолей головного мозга, несахарный диабет, нарушения зрительной функции (некроз хиазмы, атрофия зрительного нерва, парез отводящего нерва, нарушение функции глазодвигательного нерва), постлучевая энцефалопатия. Возможно, что часто имеющее место отсутствие динамики со стороны пролактина, а в ряде случаев — и нарастание концентрации пролактина в отдалённом периоде обусловлены развитием склеротических процессов в области тубероинфундибулярной системы вследствие лучевой терапии.